# Campeonato Inglês de Hóquei em Patins
Campeonato Inglês de Hóquei Patins, chamado Premier League é a mais importante competição de clubes de hóquei sobre patins na Inglaterra. 
Ela reúne as 10 melhores equipas do país. 

## Últimos Campeões
| Época | Vencedor         |
| ----- | ---------------- |
| 1973  | Wolverhampton    |
| 1974  | Wolverhampton    |
| 1975  | Folkestone       |
| 1976  | Não se realizou  |
| 1977  | Wolverhampton    |
| 1978  | Middlesbrough    |
| 1979  | Middlesbrough    |
| 1980  | Southsea         |
| 1981  | Southsea         |
| 1982  | Southsea         |
| 1983  | Southsea         |
| 1984  | Southsea         |
| 1985  | Southsea         |
| 1986  | Southsea         |
| 1987  | Southsea         |
| 1988  | Southsea         |
| 1989  | Southsea         |
| 1990  | Southsea         |
| 1991  | Southsea         |
| 1992  | Herne Bay United |
| 1993  | Herne Bay United |
| 1994  | Herne Bay United |
| 1995  | Herne Bay United |
| 1996  | Herne Bay United |
| 1997  | Herne Bay United |
| 1998  | Letchworth       |
| 1999  | Herne Bay United |

| Época   | Vencedor                      |
| ------- | ----------------------------- |
| 2000-01 | Herne Bay United              |
| 2001-02 | Herne Bay United              |
| 2002-03 | Herne Bay United              |
| 2003-04 | Herne Bay United              |
| 2004-05 | Bury                          |
| 2005-06 | Herne Bay United              |
| 2006-07 | Herne Bay United              |
| 2007-08 | Herne Bay United              |
| 2008-09 | Herne Bay United              |
| 2009-10 | Herne Bay United              |
| 2010-11 | Middlesbrough                 |
| 2011-12 | Grimsby                       |
| 2012-13 | Middlesbrough                 |
| 2013-14 | Grimsby                       |
| 2014-15 | Middlesbrough                 |
| 2015-16 | King's Lynn RHC               |
| 2016-17 | King's Lynn RHC               |
| 2017-18 | King's Lynn RHC               |
| 2018-19 | King's Lynn RHC               |
| 2019-20 | Época terminada à 11ª Jornada |
| 2020-21 | Não se realizou               |
| 2021-22 | King's Lynn RHC               |
| 2022-23 | King's Lynn RHC               |
| 2023-24 | Soham RHC                     |
| 2024-25 | Em disputa                    |

## Palmarés
| Clube            | Títulos | Último título |
| ---------------- | ------- | ------------- |
| Herne Bay United | 16      | 2010          |
| Southsea         | 12      | 1991          |
| Middlesbrough    | 5       | 2015          |
| King's Lynn RHC  | 6       | 2023          |
| Wolverhampton    | 3       | 2015          |
| Grimsby          | 2       | 2014          |
| Folkestone       | 1       | 1975          |
| Letchworth       | 1       | 1998          |
| Bury             | 1       | 2005          |
| Soham            | 1       | 2024          |

## Ligações Externas
- Site oficial

### Internacional
- hoqueipatins.pt
- Notícias de modalidades, incluindo hóquei (em Português)
- Ligações ao Hóquei em todo o Mundo
- Mundook-Actualidade Mundial do Hóquei Patinado (em Português)
- Cumhoquei-Actualidade Mundial do Hóquei Patinado (em Português)
- Hardballhock-Actualidade Mundial do Hóquei Patinado (em Inglês)
- Inforoller-Actualidade Mundial do Hóquei Patinado (em Francês)
- Hardballhock Blog-Actualidade Mundial do Hóquei Patinado (em Inglês)
- rink-hockey-news-Actualidade Mundial do Hóquei Patinado (em Inglês)
- Solo Hockey-Actualidade Mundial do Hóquei Patinado (em Castelhano)